# Українська народно-демократична партія (1990—1992)
Українська народно-демократична партія (УНДП) — політична партія, попередньо створена як Українська народно-демократична ліга (УНДЛ) у січні 1989 року у Києві.

## Історія
Ініціатори створення стали молоді радикали, що виступали за незалежність України, ряд членів входили до Української Гельсінської спілки (УГС). Співголовами УНДЛ були обрані Є. Чернишов та А. Киреєв. За невеликий час засновано філії у Львові, Дрогобичі, Рівному, Черкасах, Южноукраїнську, Луганську, Донецьку, Маріуполі, Мотовилівці, Вишневому, Боярці, Харкові, Полтаві, Дубно. Влітку УНДЛ поширилась майже в усіх областях, ще навесні 1989 Ліга увійшла до УГС — як колективний член. Члени УНДЛ брали участь у мітингах, демонстраціях, пікетах розповсюджували газети, листівки, символіку, були активістами та організаторами осередків Руху на місцях (О. Бондаренко (Луганськ) Є. Ратнікова (Донецьк), М. Головач (Вишневе), С. Бей (Мотовилівка), Ю. Восковнюк (Вінниця), В. Пекарський (Дрогобич)). Загальна кількість членів Української народно-демократичної ліги була в межах 2000 членів. У січні 1990 р. УНДЛ була серед організаторів і учасників Акції Злуки 21.01.90. У квітні 1990 на з'їзді УГС утворена Українська республіканська партія. Ліга вийшла з організації. УНДЛ видавала газету «Незалежність». У червні 1990 року у Києві пройшов з'їзд УНДЛ . І було перетворено УНДЛ на партію УНДП. Головою Всеукраїнської Координаційної Ради став Є. Чернишов, до проводу партії увійшли А. Киреєв, О. Бондаренко (Кувшинчикова), О. Бондар, П. Основенко, С. Бей, М. Головач, Л. Крук, О. Винников, В. Радіонов. 30 червня 1990 р. УНДП разом з УНП та ін. заснували, Українську Міжпартійну Асамблею (УМА).. У березні 1990 р.партія взяла участь у місцевих виборах під гаслом «за ради без комуністів», декілька членів УНДП стали депутатами, серед інших О. Бондар — до Московської райради Києва, згодом голова Фонду державного майна України та нардеп, В. Перевозний до Харківської обласної ради.На 2 з'їзді 1992 припинила існування та об'єднадась з УНП в Українську Національну Консервативну партію, голова В. Радіонов.